# Challenger de Dobrich II 2024
El torneo Dobrich Challenger II 2024, denominado por razones de patrocinio IZIDA By GENESIS Trading CUP fue un torneo de tenis perteneció al ATP Challenger Tour 2024 en la categoría Challenger 50. Se trató de la 1ª edición; el torneo tuvo lugar en la ciudad de Dobrich (Bulgaria), desde el 9 hasta el 15 de septiembre de 2024 sobre pista de tierra batida al aire libre.

## Jugadores participantes del cuadro de individuales
| Preclasificado | País                    | Jugador              | Rank1 | Posición en el torneo |
| 1              | Bandera de Francia      | Valentin Royer       | 200   | Cuartos de final      |
| 2              | Bandera de Italia       | Stefano Travaglia    | 214   | Baja                  |
| 3              | Bandera del Reino Unido | Oliver Crawford      | 225   | Primera ronda         |
| 4              | Bandera de Canadá       | Liam Draxl           | 263   | Segunda ronda         |
| 5              | Bandera de Italia       | Francesco Maestrelli | 269   | Primera ronda         |
| 6              | Bandera de Italia       | Lorenzo Giustino     | 275   | Cuartos de final      |
| 7              | Bandera de Italia       | Enrico Dalla Valle   | 280   | Primera ronda         |
| 8              | Bandera de Francia      | Clément Tabur        | 292   | Primera ronda         |
| 9              | Bandera de Bulgaria     | Dimitar Kuzmanov     | 317   | Cuartos de final      |

- 1 Se ha tomado en cuenta el ranking del 26 de agosto de 2024.

### Otros participantes
Los siguientes jugadores recibieron una invitación (wild card), por lo tanto ingresan directamente al cuadro principal (WC):
- Dinko Dinev
- Alexander Donski
- Ivan Ivanov

Los siguientes jugadores ingresan al cuadro principal tras disputar el cuadro clasificatorio (Q):
- Max Alcalá Gurri
- Kimmer Coppejans
- Frederico Ferreira Silva
- Christoph Negritu
- Filippo Romano
- Robert Strombachs

## Campeones

### Individual Masculino
- Guy den Ouden derrotó en la final a  Jelle Sels por 6–2, 6–3

### Dobles Masculino
- Liam Draxl /  Cleeve Harper derrotaron en la final a  Francesco Maestrelli /  Filippo Romano por 6–1, 3–6, [12–10]